# Королюк, Владимир Дорофеевич
Влади́мир Дорофе́евич Королю́к (28 февраля 1921, Кутаиси, Грузинская Демократическая Республика — 26 декабря 1981, Москва, СССР) — советский историк-славист, доктор исторических наук (1965).

## Биография
Учился на историческом факультете МГУ (1938—1943). В 1943 году поступил в аспирантуру (под руководством акад. В. И. Пичеты). В июне 1948 года защитил диссертацию, посвящённую русско-польским отношениям в первые годы Северной войны.
В январе 1947 года стал сотрудником вновь созданного Института славяноведения АН СССР (с 1965 года — заведующий сектором), где проработал до конца жизни. С 1965 года также работал заместителем главного редактора журнала «Советское славяноведение».
Основные работы В. Д. Королюка посвящены вопросам формирования славянских и восточнороманских народностей, развития феодальных отношений и государств у восточных и западных славян, истории международных отношений раннефеодального периода в Центральной и Восточной Европе, истории русско-польских отношений XVI—XVIII веков, славяно-германских отношений, истории славистики в СССР.

## Основные работы
- Волохи и славяне русской летописи. — Кишинёв: Академия наук МССР, 1971. — 23 с.
- Древнепольское государство. — М.: Академия наук СССР, 1957. — 216 с.
- Западные славяне и Киевская Русь в X—XI вв. — М.: Наука, 1964. — 383 с.
- История Польши. — М.: Академия наук, 1954. — Т. 1. — 583 с. (совм. с Ю. В. Бромлеем, И. Ф. Бэлзой и др.)
- Ливонская война: К истории внешней политики Русского централизованного государства во 2-й половине XVI в. — М.: Академия наук СССР, 1954. — 111 с.
- Раннефеодальная государственность и формирование феодальной собственности у восточных и западных славян (до середины XI в.). — М.: Наука, 1970. — 17 с.
- Славяне и восточные романцы в эпоху раннего средневековья: Политическая и этническая история: [Избранные труды]. — М.: Наука, 1985. — 240 с.
- Современный советский экслибрис. — Тамбов: Областная научная библиотека, 1968. — 12 с.
- Polska i Rosja a Wojna Pólnocna: [Сборник избранных статей]. — Warszawa: Książka i wiedza, 1954. — 367 s.